# Ольха вырезанная
Ольха́ вы́резанная (лат. Alnus alnobetula subsp. sinuata) — небольшие листопадные деревья и кустарники, подвид ольхи зелёной (Alnus alnobetula) семейства Берёзовые (Betulaceae).

## Ботаническое описание
Листопадное дерево или кустарник высотой 3—5 метров (в некоторых случаях — до 12 метров). Ствол в диаметре до 15 сантиметров. Кора красновато-коричневого или серого цвета, гладкая и тонкая. Листья блестяще-зелёные, яйцевидной формы, чередующиеся, 3—10 сантиметров в длину, имеют два зазубренных края. Корневая система неглубокая.
Мужские и женские цветки растут вместе на одном дереве в серёжках. Грозди состоят из трёх—шести пестичных серёжек, имеющих длину до 1,25 сантиметра. Плод — орешек. Семена распространяются ветром, заселяя новые территории. Они появляются у деревьев, достигших четырёх—семи лет.
Размножение вегетативное. Растения могут произрастать из пня или корня.
Фанерофит по Раункиеру.

## Распространение и экология
Произрастает на территории США и Канады, а именно: в центральной части Аляски, западной Альберте, Британской Колумбии, Вашингтоне, северо-западной Калифорнии, Айдахо и центральной части Монтаны.

## Хозяйственное значение и использование
Древесина ольхи вырезанной используется в качестве дров.
Олени и мулы питаются молодыми растениями, ондатры и бобры — веточками и листьями, чечётки, чижи, щеглы, синицы и тетеревы — семенами, почками и серёжками. Помимо прочего, из коры ольхи бобрами возводятся плотины.
Густые заросли ольхи хоть и препятствуют передвижению домашнего скота, но создают укрытие для диких животных.
Ольшаники, главной лесообразующей породой которых является ольха вырезанная, представляют собой отличную среду обитания для гризли.

## Классификация

### Таксономия
Alnus alnobetula subsp. sinuata  (Regel) Raus, 2011, Willdenowia 41: 129
Таксон Ольха вырезанная является подвидом вида Ольха зелёная (Alnus alnobetula), относящейся к роду Ольха (Alnus) семейства Берёзовые (Betulaceae) порядка Букоцветные (Fagales). Таксономическая схема в соответствии с Системой APG IV по состоянию на июнь 2024 года:
|  |                                      |  |                                   |                                   |                     |  | ещё 6 семейств | ещё 6 семейств |                   |  |                         |  | еще 46 подтвержденных видов и 39 таксонов, ожидающих подтверждения | еще 46 подтвержденных видов и 39 таксонов, ожидающих подтверждения |  |
|  |                                      |  |                                   |                                   |                     |  | ещё 6 семейств | ещё 6 семейств |                   |  |                         |  | еще 46 подтвержденных видов и 39 таксонов, ожидающих подтверждения | еще 46 подтвержденных видов и 39 таксонов, ожидающих подтверждения |  |
|  |                                      |  |                                   | порядок Букоцветные               |                     |  |                |                | род Ольха         |  |                         |  |                                                                    |                                                                    |  |
|  |                                      |  |                                   | порядок Букоцветные               |                     |  |                |                | род Ольха         |  | подвид Ольха вырезанная |  |                                                                    |                                                                    |  |
|  | отдел Цветковые, или Покрытосеменные |  |                                   |                                   | семейство Берёзовые |  |                |                | вид Ольха зелёная |  |                         |  |                                                                    |                                                                    |  |
|  | отдел Цветковые, или Покрытосеменные |  |                                   |                                   |                     |  |                |                |                   |  |                         |  |                                                                    |                                                                    |  |
|  |                                      |  | ещё 63 порядка цветковых растений | ещё 63 порядка цветковых растений |                     |  |                | ещё 5 родов    | ещё 5 родов       |  |                         |  |                                                                    |                                                                    |  |
|  |                                      |  |                                   | ещё 63 порядка цветковых растений |                     |  |                |                | ещё 5 родов       |  |                         |  |                                                                    |                                                                    |  |

## Синонимы
- Alnaster kamtschaticus (Callier) Czerep.
- Alnaster sinuatus (Regel) Czerep.
- Alnus alnobetula var. stenophylla H.J.P.Winkl.
- Alnus crispa subsp. sinuata (Regel) Hultén
- Alnus crispa var. laciniata Hultén
- Alnus crispa var. sinuata (Regel) Breitung
- Alnus fruticosa subsp. kamtschatica (Regel) Kozhevn.
- Alnus fruticosa var. kamtschatica (Callier) Kom.
- Alnus fruticosa var. sinuata (Regel) Hultén
- Alnus kamschatica (Regel) Kudô ex Masam.
- Alnus sinuata (Regel) Rydb.
- Alnus sinuata var. kamtschatica (Callier) Callier
- Alnus sinuata var. stenophylla (H.J.P.Winkl.) Callier
- Alnus sinuata var. typica Callier
- Alnus sitchensis (Regel) Sarg.
- Alnus sitchensis var. kamtschatica (Regel) Callier
- Alnus sitchensis var. typica Callier
- Alnus viridis lus. kamtschatica Regel
- Alnus viridis subsp. sinuata (Regel) Á.Löve & D.Löve
- Alnus viridis subvar. sitchensis Regel
- Alnus viridis var. glabra Cham.
- Alnus viridis var. kamtschatica Regel
- Alnus viridis var. microphylla Cham.
- Alnus viridis var. sinuata Regel
- Alnus viridis var. subglabra Regel
- Betula tristis Wormsk. ex Link
- Duschekia kamschatica (Callier) Pouzar
- Duschekia sinuata (Regel) Pouzar
- Duschekia sinuata subsp. kamtschatica Holub